# Тандем Прайм Тайм
Тандем Прайм Тайм е кеч отбор, участващ в WWE, включващ Дарън Йънг и Тайтъс О'Нийл. Дамата са се биха индивидуално в WWE NXT, дебютираха през януари 2012 и бяха добавени в главния състав през април същата година.
След разпадане и вражда през 2014, Тандем Прайм Тайм се обединиха през февруари 2015 и впоследствие спечелиха Отборните титли на WWE от Нов Ден, на Договорът в куфарчето. Загубиха титли от Нов Ден на Лятно тръшване в мач Фатална четворка, също включвайки Луча Драконите и Лос Матадорес.

## В кеча
- Отборни финални ходове
  - Ghetto Blaster[1] (Backbreaker hold (О'Нийл) / Diving elbow drop (Йънг) комбинация)[2]
- Отборни ключови ходове
  - Double shoulder block[3]
  - О'Нийл прави inverted suplex slam на Йънг към повален опонент[4]
  - Vertical suplex lift (Йънг), последван от ритник в стомаха (О'Нийл)[5]
- Прякори
  - "Голямата/Истинската сделка"[6] (О'Нийл)
  - "Най-грубия, най-упорития и най-забавния тандем в WWE" (О'Нийл и Йънг)[7]
  - „Г-на без почивен ден“[8][9] (Йънг)
- Мениджъри
  - A.W.
- Входни песни
  - "Move (Get It In)" на Woo Child[10] (1 февруари 2012 – 3 декември 2012)
  - Making Moves на Sugar Tongue Slim (3 декември 2012 – 31 януари 2014; 16 февруари 2015)[11]

## Шампионски титли и отличия
- WWE
  - Отборни шампиони на WWE (1 път)